# Грабівці (Чортківський район)
Грабівці́ — село в Україні, у Борщівській міській громаді Чортківського району Тернопільської області. Розташоване на півночі району над річкою Нічлава.
Підпорядковувалося Пилатківській сільській раді.
Поштове відділення — Вовковецьке.
Населення — 69 осіб (2001).

## Географія
Село розташоване на відстані 365 км від Києва, 79 км — від обласного центру міста Тернополя та 10 км від міста Борщів.

### Клімат
Для села характерний помірно континентальний клімат. Михалків розташований у «теплому Поділлі» — найтеплішому регіоні Тернопільської області.
| Клімат Грабівців          | Клімат Грабівців | Клімат Грабівців | Клімат Грабівців | Клімат Грабівців | Клімат Грабівців | Клімат Грабівців | Клімат Грабівців | Клімат Грабівців | Клімат Грабівців | Клімат Грабівців | Клімат Грабівців | Клімат Грабівців | Клімат Грабівців |
| Показник                  | Січ.             | Лют.             | Бер.             | Квіт.            | Трав.            | Черв.            | Лип.             | Серп.            | Вер.             | Жовт.            | Лист.            | Груд.            | Рік              |
| Середній максимум, °C     | −1,4             | 0,1              | 5,2              | 13,7             | 19,5             | 22,6             | 23,8             | 23,2             | 19,2             | 13,0             | 5,8              | 0,9              | 12               |
| Середня температура, °C   | −4,7             | −3,3             | 1,2              | 8,5              | 14,0             | 17,3             | 18,6             | 17,8             | 13,9             | 8,4              | 2,7              | −2               | 7                |
| Середній мінімум, °C      | −8               | −6,7             | −2,8             | 3,3              | 8,5              | 12,0             | 13,4             | 12,5             | 8,7              | 3,8              | −0,3             | −4,8             | 3                |
| Норма опадів, мм          | 33               | 32               | 32               | 53               | 75               | 100              | 100              | 66               | 54               | 35               | 36               | 38               | 654              |
| ------------------------- | ---------------- | ---------------- | ---------------- | ---------------- | ---------------- | ---------------- | ---------------- | ---------------- | ---------------- | ---------------- | ---------------- | ---------------- | ---------------- |
| Джерело: climate-data.org |                  |                  |                  |                  |                  |                  |                  |                  |                  |                  |                  |                  |                  |

## Історія
Від вересня 2015 до 20 листопада 2020 у складі Озерянської сільської громади.
До 19 липня 2020 р. належало до Борщівського району.
З 20 листопада 2020 р. належить до Борщівської міської громади.

## Релігія

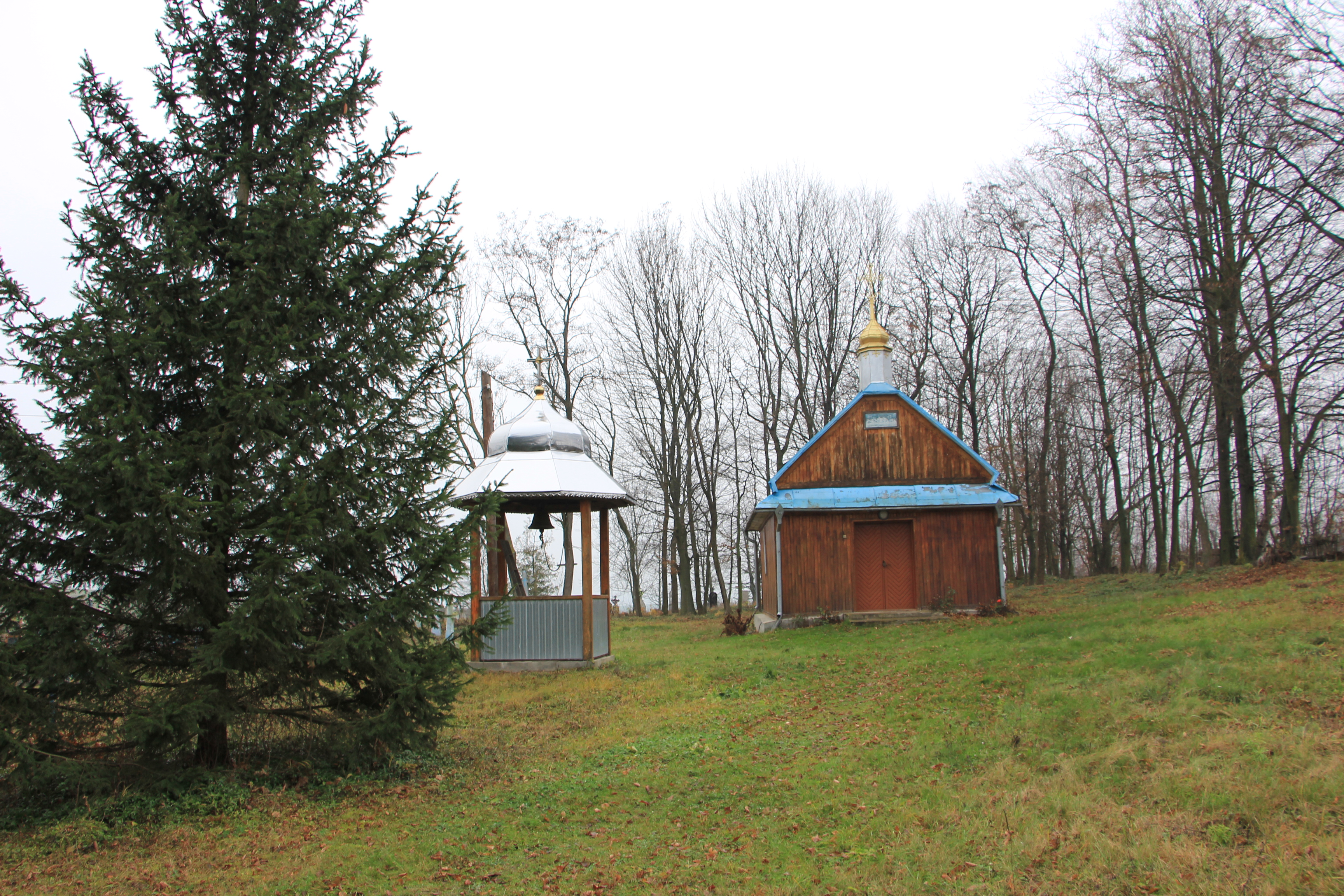
Церква св. Теклі

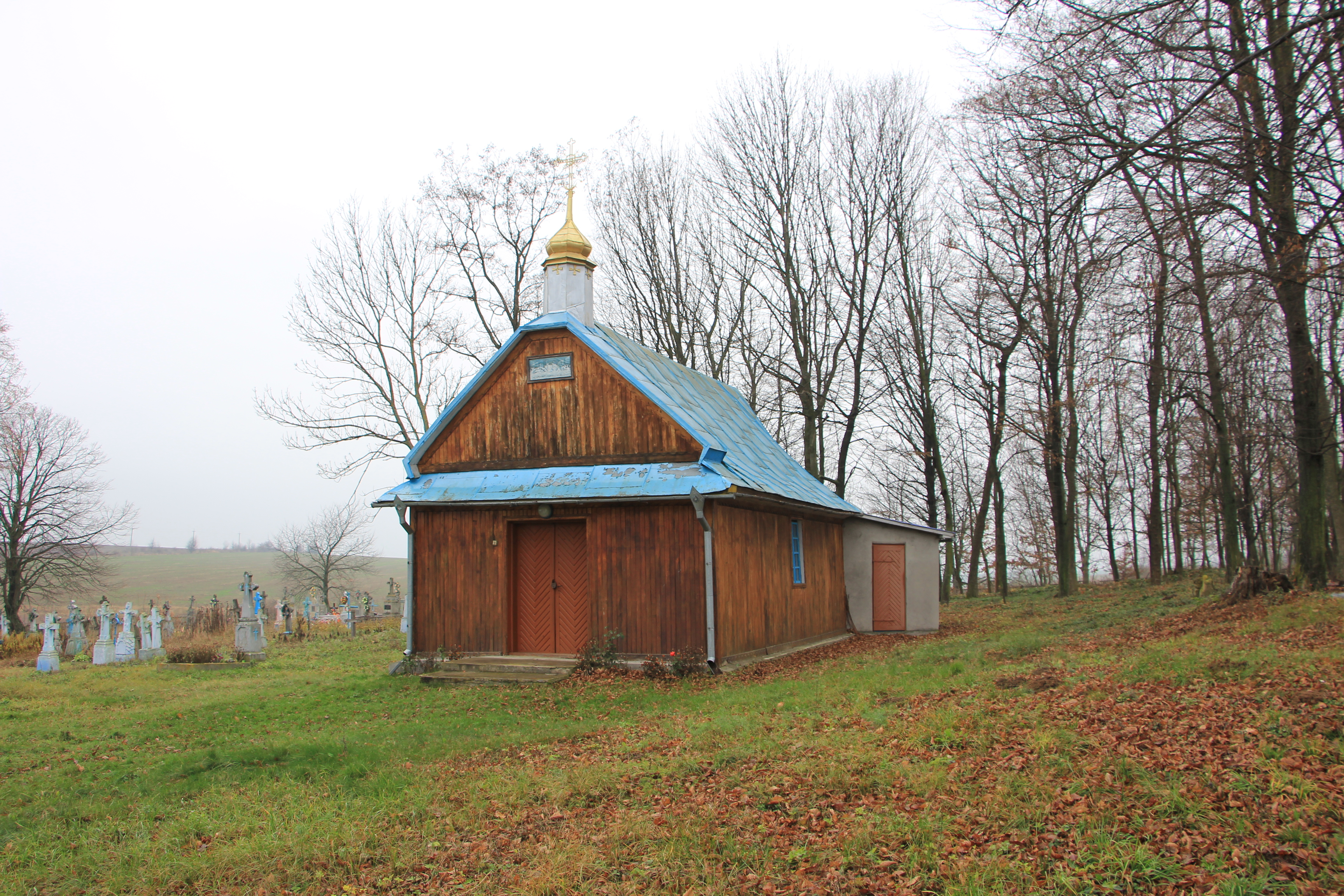
Церква св. Теклі

- церква святої преподобномучениці рівноапостольної Фекли (XIX ст.[3], дерев'яна, ПЦУ).

## Спорт
Команда «Прогрес-Оріон», яка представляла село та район, стала срібним призером чемпіонату та фіналістом розіграшу кубка Тернопільської області з футболу у 2001 році.

## Галерея

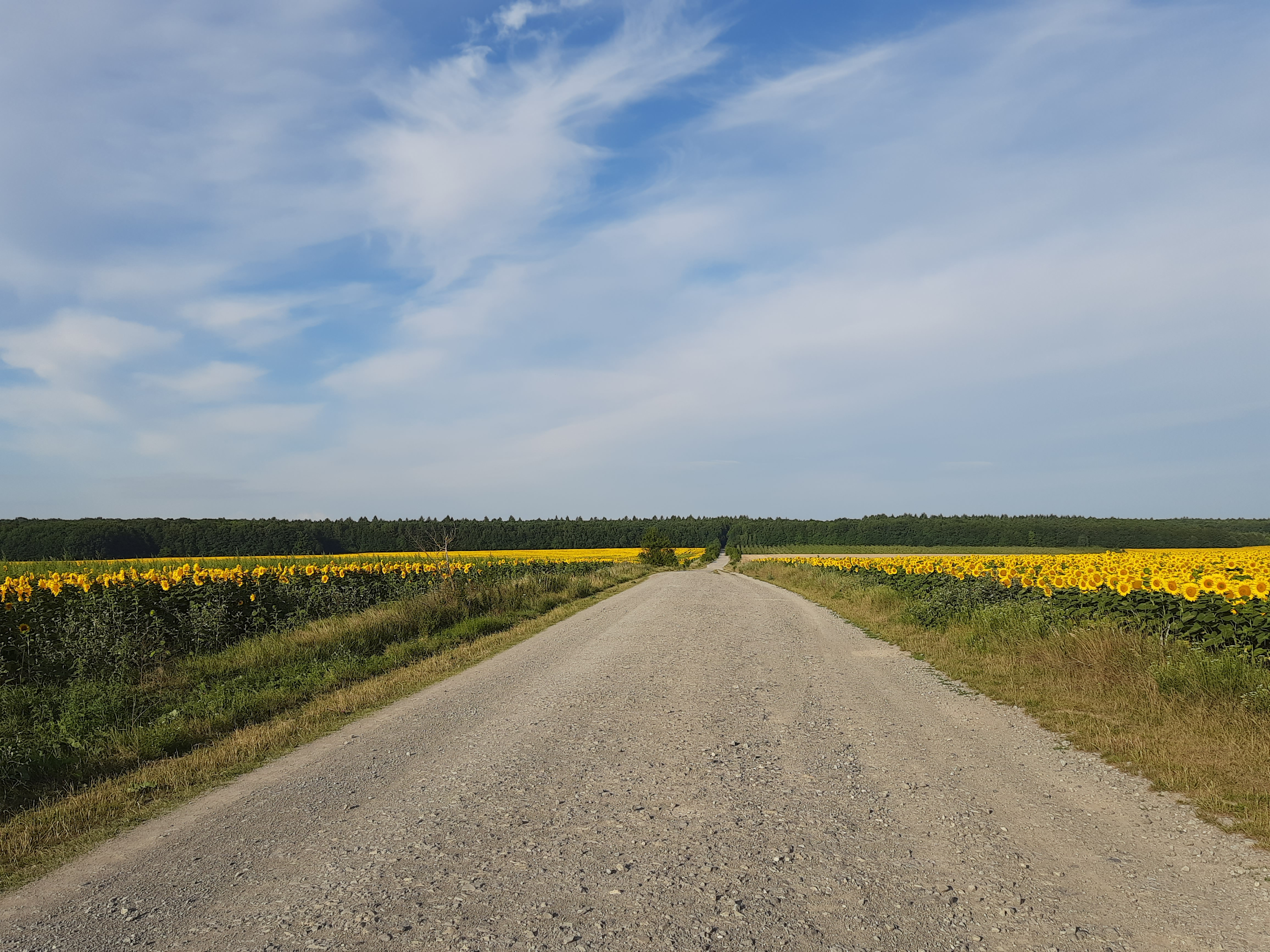
Дорога в село
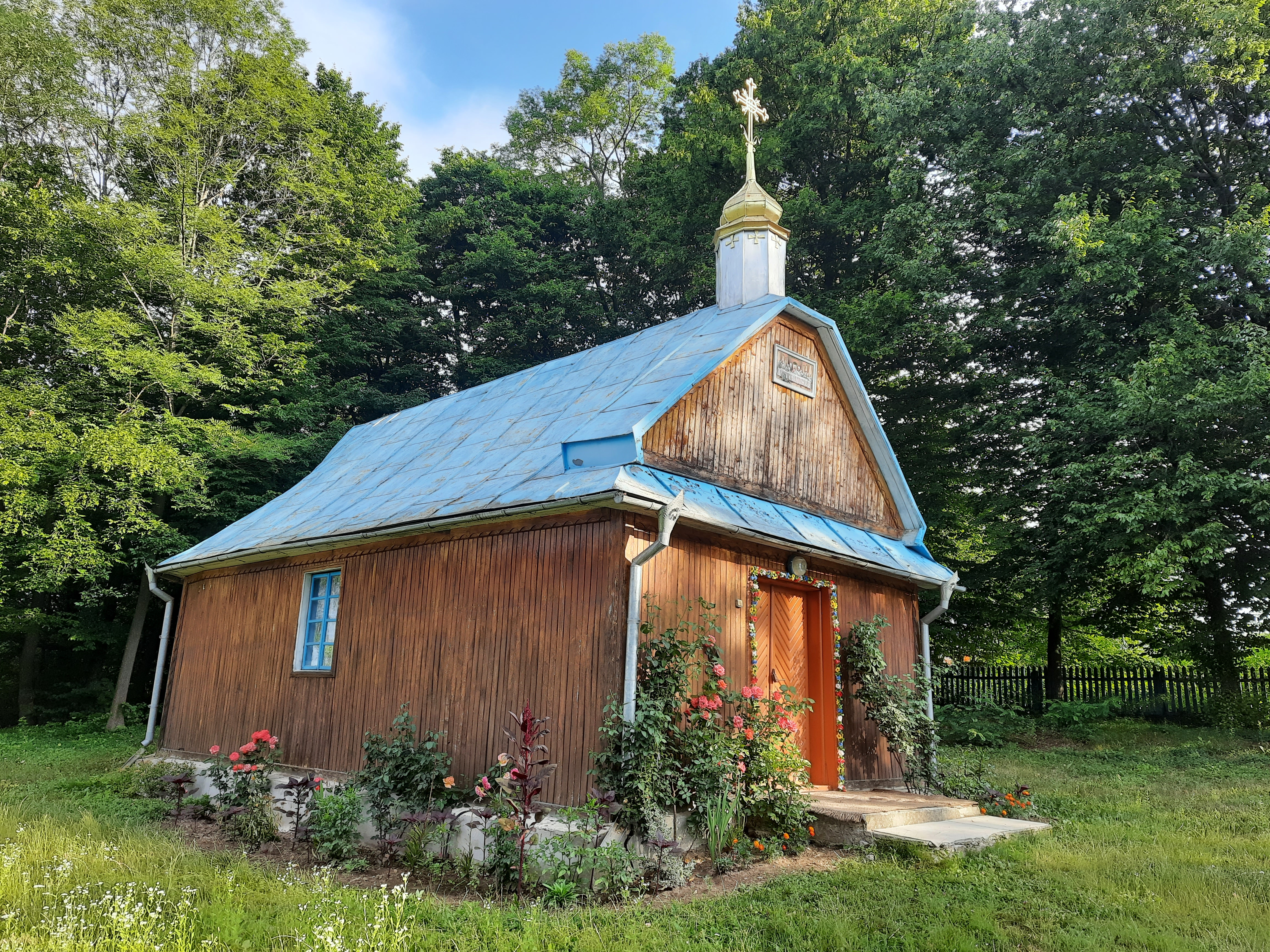
Церква святої преподобномучениці рівноапостольної Фекли (Теклі)
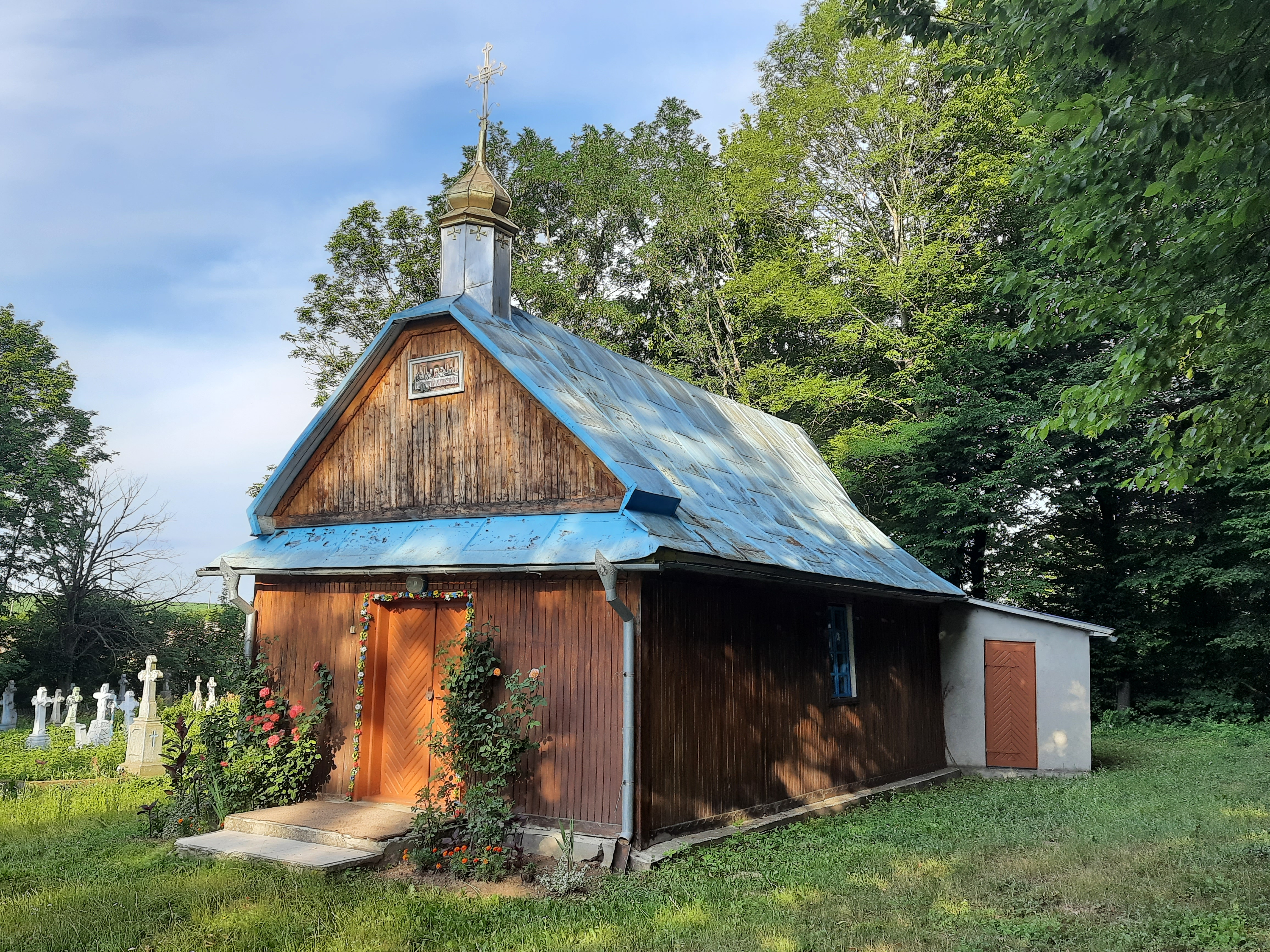
Церква святої Теклі